# تشارلز ر. هوكينز
تشارلز ر. هوكينز (بالإنجليزية: Charles R. Hawkins)‏ هو سياسي أمريكي، ولد في 17 أكتوبر 1943م في دانفيل في الولايات المتحدة. حزبياً، نشط في الحزب الجمهوري. وقد انتخب عضو مجلس ولاية فرجينيا.
1. ↑   https://history.house.virginia.gov/search. {{استشهاد ويب}}: |url= بحاجة لعنوان (مساعدة) والوسيط |title= غير موجود أو فارغ (من ويكي بيانات) (مساعدة)